# 1257
Năm 1257 là một năm trong lịch Julius.